# Oscar Avogadro
Oscar Avogadro (Torino, 9 agosto 1951 – Mediglia, 30 settembre 2010) è stato un paroliere, cantante e compositore italiano.
È entrato nella storia della musica leggera italiana come autore di brani di successo come Rossetto e cioccolato per Ornella Vanoni, E la luna bussò e In alto mare per Loredana Bertè, Io no per Anna Oxa, Margherita non lo sa per Dori Ghezzi, Nel ghetto per Alberto Radius e Gli occhi di tua madre per Sandro Giacobbe.
Con Mauro Paoluzzi scrisse Io son contadinella e con Memmo Foresi La mamma più bella del mondo.

## Biografia
Nacque il 9 agosto 1951 a Torino. Esordì come cantante a diciott'anni nel quartetto vocale i Protagonisti, con cui partecipò alla Caravella dei successi di Bari nel 1969 con Noi ci amiamo, ad Un disco per l'estate 1970 con la canzone Un'avventura in più, e al Festival di Sanremo 1971 il brano Andata e ritorno. Con il gruppo Avogadro iniziò l'attività di paroliere, scrivendo tra le altre il testo italiano di Wigwam, cover di Bob Dylan.
Dopo lo scioglimento del quartetto, cominciò a dedicarsi a tempo pieno all'attività di paroliere, iniziando una collaborazione con Sandro Giacobbe che, entrato alla CGD, gli fece conoscere il collega Daniele Pace. Grazie a quest'ultimo, Avogadro firmò il primo contratto editoriale con la Sugar; con lui scrisse molte canzoni per Loredana Bertè, Mario Lavezzi ed Alberto Radius (tra cui la celebre Nel ghetto, ripresa nel 1994 dai Fratelli di Soledad).
Nel 1978 partecipò al Festival di Sanremo con due canzoni, Anna Anna, cantata da Donato Ciletti e Il buio e tu, presentata da Ciro Sebastianelli, anche autore della musica.
L'anno successivo iniziò una collaborazione con Franco Fanigliulo, con cui scrisse molte canzoni tra cui A me mi piace vivere alla grande, presentata dal cantautore spezzino al Festival di Sanremo 1979.
Nel 1982 tornò a Sanremo con Io no, scritta con Mario Lavezzi per Anna Oxa (per la quale comporranno anche Non scendo, presentata al Festival nel 1984) e nel 1983 con Margherita non lo sa, su musica di Oscar Prudente, presentata da Dori Ghezzi, che ottiene il terzo posto.
Nel 1985 comparve in una piccola parte in Uccelli d'Italia, pellicola diretta da Ciro Ippolito e con protagonisti gli amici Squallor (Daniele Pace, Giancarlo Bigazzi, Alfredo Cerruti e Gaetano Savio),  dove interpretava il ruolo del paziente che si reca dal Dottor Palmito.
Nel 1993 la sua canzone Il coccodrillo come fa? (su musica di Pino Massara) vinse lo Zecchino d'Oro e divenne una delle più note della celebre manifestazione; nel 1998 partecipò nuovamente con Quando la tigre non ci sarà più, su musica di Bruno Marro.
Nel 2001 scrisse, insieme a Sergio Crivellaro, la sceneggiatura dei cartoni animati di Cocco Bill, trasmessi dalla Rai.
Nel 2008 la sua canzone Musica e parole, scritta su musica di Alberto Radius, che Loredana Bertè doveva presentare al Festival di Sanremo, diventa oggetto di polemiche: il brano infatti risultava essere identico ad un'altra canzone, L'ultimo segreto, inciso da Ornella Ventura nel 1988, dal quale si differenziava solo per parte del testo, riportando le stesse parole nel ritornello e la stessa melodia nel complesso. Anche la canzone della Ventura era stata scritta da Radius e Avogadro, che affermarono di non ricordarsi di aver già fatto incidere il brano.
Tornò al Festival di Sanremo nel 2009 come coautore di Il mio amore unico, presentato da Dolcenera.
Scomparve il 30 settembre dell'anno successivo a causa di un male incurabile.

## Canzoni scritte da Oscar Avogadro (parziale)
| Anno | Titolo (Titolo originale)                     | Autori del testo                                                 | Autori della musica                                              | Interpreti                                       |
| ---- | --------------------------------------------- | ---------------------------------------------------------------- | ---------------------------------------------------------------- | ------------------------------------------------ |
| 1969 | Noi ci amiamo                                 | Oscar Avogadro                                                   | Georges Chelon                                                   | I Protagonisti                                   |
| 1969 | Una bambina                                   | Oscar Avogadro                                                   | Detto Mariano                                                    | I Protagonisti                                   |
| 1970 | Un'avventura in più                           | Oscar Avogadro                                                   | Detto Mariano                                                    | I Protagonisti                                   |
| 1970 | Sole senza luce                               | Oscar Avogadro e Giancarlo Sbriziolo                             | Detto Mariano                                                    | I Protagonisti                                   |
| 1970 | Uno qualunque                                 | Oscar Avogadro                                                   | Detto Mariano                                                    | Giuliana Valci                                   |
| 1970 | Wigwam                                        | Oscar Avogadro                                                   | Bob Dylan                                                        | I Protagonisti                                   |
| 1971 | Che cosa c'è                                  | Oscar Avogadro                                                   | Detto Mariano                                                    | I Protagonisti                                   |
| 1971 | Giorni d'amore io e te                        | Oscar Avogadro                                                   | Sandro Giacobbe                                                  | Sandro Giacobbe                                  |
| 1972 | Come amico                                    | Oscar Avogadro e Nicola Apollonio                                | Enrico Simonetti                                                 | Loretta Goggi                                    |
| 1973 | Anche per me                                  | Oscar Avogadro                                                   | Sandro Giacobbe                                                  | Sandro Giacobbe                                  |
| 1973 | Ho già scelto lei                             | Oscar Avogadro                                                   | Sandro Giacobbe                                                  | Sandro Giacobbe                                  |
| 1975 | Il giardino proibito                          | Daniele Pace e Oscar Avogadro                                    | Sandro Giacobbe                                                  | Sandro Giacobbe                                  |
| 1975 | Io prigioniero                                | Daniele Pace e Oscar Avogadro                                    | Sandro Giacobbe                                                  | Sandro Giacobbe                                  |
| 1976 | Vattenne                                      | Oscar Avogadro e Ciro Sebastianelli                              | Ciro Sebastianelli                                               | Ciro Sebastianelli                               |
| 1976 | Meglio libera                                 | Daniele Pace e Oscar Avogadro                                    | Umberto Napolitano e Mario Tessuto                               | Loredana Bertè                                   |
| 1976 | Le tue ali                                    | Oscar Avogadro                                                   | Mario Lavezzi                                                    | Mario Lavezzi                                    |
| 1976 | Cercati un'anima                              | Daniele Pace e Oscar Avogadro                                    | Donato Ciletti e Claudio Cavallaro                               | I Profeti                                        |
| 1976 | Se ci pensi                                   | Daniele Pace ed Oscar Avogadro                                   | Elio Isola                                                       | Marcella Bella                                   |
| 1976 | Gli occhi di tua madre                        | Daniele Pace e Oscar Avogadro                                    | Sandro Giacobbe                                                  | Sandro Giacobbe                                  |
| 1976 | Il mio cielo, la mia anima                    | Daniele Pace e Oscar Avogadro                                    | Sandro Giacobbe                                                  | Sandro Giacobbe                                  |
| 1976 | Che cosa sei                                  | Daniele Pace e Oscar Avogadro                                    | Alberto Radius                                                   | Alberto Radius                                   |
| 1976 | Scarpe da poco                                | Daniele Pace e Oscar Avogadro                                    | Ivano Fossati e Oscar Prudente                                   | Oscar Prudente                                   |
| 1976 | Scendo qua                                    | Daniele Pace e Oscar Avogadro                                    | Oscar Prudente                                                   | Oscar Prudente                                   |
| 1977 | Nel ghetto                                    | Daniele Pace e Oscar Avogadro                                    | Alberto Radius                                                   | Alberto Radius                                   |
| 1977 | Fiabe                                         | Daniele Pace e Oscar Avogadro                                    | Mario Lavezzi                                                    | Loredana Bertè                                   |
| 1977 | Grida                                         | Daniele Pace e Oscar Avogadro                                    | Ciro Sebastianelli                                               | Loredana Bertè                                   |
| 1977 | Bimba                                         | Daniele Pace e Oscar Avogadro                                    | Sandro Giacobbe                                                  | Sandro Giacobbe                                  |
| 1978 | Il buio e tu                                  | Daniele Pace e Oscar Avogadro                                    | Ciro Sebastianelli                                               | Ciro Sebastianelli                               |
| 1978 | Anna Anna                                     | Daniele Pace e Oscar Avogadro                                    | Donato Ciletti e Claudio Cavallaro                               | Donato Ciletti                                   |
| 1978 | Godi                                          | Faust'O e Oscar Avogadro                                         | Faust'O                                                          | Faust'o                                          |
| 1979 | Vincent Price                                 | Oscar Avogadro                                                   | Faust'O                                                          | Faust'O                                          |
| 1979 | Quell'attimo in più                           | Daniele Pace e Oscar Avogadro                                    | Mario Lavezzi                                                    | Camaleonti                                       |
| 1979 | A me mi piace vivere alla grande              | Daniele Pace e Oscar Avogadro e Franco Fanigliulo                | Riccardo Borghetti e Franco Fanigliulo                           | Franco Fanigliulo                                |
| 1979 | Ciao Barbarella                               | Daniele Pace e Oscar Avogadro                                    | Ciro Sebastianelli                                               | Ciro Sebastianelli                               |
| 1979 | E la luna bussò                               | Daniele Pace e Oscar Avogadro                                    | Mario Lavezzi                                                    | Loredana Bertè                                   |
| 1979 | Folle città                                   | Daniele Pace e Oscar Avogadro                                    | Alberto Radius                                                   | Loredana Bertè                                   |
| 1979 | Peccati trasparenti                           | Oscar Avogadro                                                   | Damiano Dattoli                                                  | Loredana Bertè                                   |
| 1979 | Professore                                    | Daniele Pace e Oscar Avogadro                                    | Mario Lavezzi                                                    | Mario Lavezzi, Loredana Bertè                    |
| 1980 | In alto mare                                  | Daniele Pace e Oscar Avogadro                                    | Mario Lavezzi                                                    | Loredana Bertè                                   |
| 1980 | Buongiorno anche a te                         | Oscar Avogadro                                                   | Pino Daniele                                                     | Loredana Bertè                                   |
| 1980 | Una nave                                      | Oscar Avogadro e Franco Fanigliulo                               | Maurizio Boriolo e Franco Fanigliulo                             | Franco Fanigliulo                                |
| 1980 | La gramigna                                   | Oscar Avogadro e Franco Fanigliulo                               | Maurizio Boriolo e Franco Fanigliulo                             | Franco Fanigliulo                                |
| 1980 | Monte di pietà                                | Oscar Avogadro e Franco Fanigliulo                               | Maurizio Boriolo e Franco Fanigliulo                             | Franco Fanigliulo                                |
| 1980 | Ratatam pum pum                               | Oscar Avogadro e Franco Fanigliulo                               | Mauro Paoluzzi                                                   | Franco Fanigliulo                                |
| 1980 | Lisa                                          | Oscar Avogadro e Franco Fanigliulo                               | Maurizio Boriolo e Franco Fanigliulo                             | Franco Fanigliulo                                |
| 1980 | Cristo però                                   | Oscar Avogadro e Franco Fanigliulo                               | Maurizio Boriolo e Franco Fanigliulo                             | Franco Fanigliulo                                |
| 1980 | Balla stella                                  | Oscar Avogadro e Franco Fanigliulo                               | Maurizio Boriolo e Franco Fanigliulo                             | Franco Fanigliulo                                |
| 1981 | Ninna nanna                                   | Oscar Avogadro                                                   | Alberto Radius                                                   | Loredana Bertè                                   |
| 1981 | Movie                                         | Oscar Avogadro                                                   | Mario Lavezzi                                                    | Loredana Bertè                                   |
| 1981 | La goccia                                     | Oscar Avogadro                                                   | Alberto Radius                                                   | Loredana Bertè                                   |
| 1981 | Canterò                                       | Loredana Bertè e Oscar Avogadro                                  | Loredana Bertè                                                   | Loredana Bertè                                   |
| 1982 | Io no                                         | Oscar Avogadro                                                   | Mario Lavezzi                                                    | Anna Oxa                                         |
| 1983 | Margherita non lo sa                          | Oscar Avogadro                                                   | Oscar Prudente                                                   | Dori Ghezzi                                      |
| 1983 | Piccole donne                                 | Oscar Avogadro                                                   | Oscar Prudente                                                   | Dori Ghezzi                                      |
| 1983 | Vola via                                      | Oscar Avogadro                                                   | Oscar Prudente                                                   | Dori Ghezzi                                      |
| 1983 | Ombre cinesi                                  | Oscar Avogadro                                                   | Marco Tansini e Delia Gualtiero                                  | Delia Gualtiero                                  |
| 1983 | Gocce di musica                               | Oscar Avogadro                                                   | Marco Tansini                                                    | Delia Gualtiero                                  |
| 1983 | Canterò                                       | Oscar Avogadro                                                   | Marco Tansini e Delia Gualtiero                                  | Delia Gualtiero                                  |
| 1984 | Non scendo                                    | Oscar Avogadro                                                   | Mario Lavezzi                                                    | Anna Oxa                                         |
| 1984 | Diamanti                                      | Oscar Avogadro                                                   | Gian Piero Ameli                                                 | Diana Est                                        |
| 1984 | Pekino                                        | Oscar Avogadro                                                   | Gian Piero Ameli e Matteo Fasolino                               | Diana Est                                        |
| 1985 | Se rinasco                                    | Oscar Avogadro                                                   | Mario Lavezzi                                                    | Mario Lavezzi, Loredana Bertè e Fiorella Mannoia |
| 1986 | Terre lontane                                 | Oscar Avogadro                                                   | Piero Fabrizi                                                    | Fiorella Mannoia                                 |
| 1986 | Basta innamorarsi ancora di te                | Oscar Avogadro                                                   | Mario Lavezzi                                                    | Fiorella Mannoia                                 |
| 1986 | Sofia                                         | Oscar Avogadro                                                   | Piero Fabrizi                                                    | Fiorella Mannoia                                 |
| 1986 | Nuovo amore mio                               | Oscar Avogadro                                                   | Eliop e Alberto Cheli                                            | Flavia Fortunato                                 |
| 1987 | Tu vuoi lei                                   | Oscar Avogadro                                                   | Alberto Radius                                                   | Mina                                             |
| 1987 | Cocco bello Africa                            | Cristiano Minellono e Oscar Avogadro                             | Dario Farina                                                     | Ricchi e Poveri                                  |
| 1987 | Voglio stringerti ancora                      | Cristiano Minellono e Oscar Avogadro                             | Dario Farina                                                     | Ricchi e Poveri                                  |
| 1987 | C'è che luna c'è che mare                     | Cristiano Minellono e Oscar Avogadro                             | Michael Hofmann                                                  | Ricchi e Poveri                                  |
| 1987 | Lascia libero il cielo                        | Cristiano Minellono, Oscar Avogadro e Michael Kunze              | Vince Tempera e Dario Farina                                     | Ricchi e Poveri                                  |
| 1988 | Donna io donna tu                             | Oscar Avogadro                                                   | Mario Balducci                                                   | Loretta Goggi                                    |
| 1988 | Free shop                                     | Oscar Avogadro                                                   | Mario Balducci                                                   | Loretta Goggi                                    |
| 1988 | Mama                                          | Oscar Avogadro                                                   | Mario Balducci                                                   | Loretta Goggi                                    |
| 1988 | Sarà                                          | Oscar Avogadro                                                   | Dario Farina                                                     | Loretta Goggi                                    |
| 1988 | Ma prima o poi                                | Oscar Avogadro                                                   | Mario Lavezzi                                                    | Loretta Goggi                                    |
| 1988 | Questa notte dormo qui                        | Oscar Avogadro                                                   | Mario Lavezzi                                                    | Loretta Goggi                                    |
| 1988 | Ad occhi chiusi                               | Oscar Avogadro                                                   | Mario Lavezzi                                                    | Loretta Goggi                                    |
| 1988 | Con più cuore                                 | Oscar Avogadro                                                   | Mario Lavezzi                                                    | Loretta Goggi                                    |
| 1988 | Da qui                                        | Oscar Avogadro e Francesco Massimiani                            | Settimo Sardo                                                    | Loretta Goggi                                    |
| 1988 | Una bella canzone                             | Oscar Avogadro                                                   | Mario Lavezzi                                                    | Flavia Fortunato                                 |
| 1988 | Questa lontananza brucia                      | Oscar Avogadro                                                   | Dario Farina                                                     | Ricchi e Poveri                                  |
| 1988 | Era bella davvero                             | Oscar Avogadro e Amerigo Paolo Cassella                          | Dario Farina                                                     | Drupi                                            |
| 1989 | Conta su me                                   | Oscar Avogadro                                                   | Dario Farina                                                     | Drupi                                            |
| 1989 | Ottocento                                     | Oscar Avogadro                                                   | Mario Lavezzi                                                    | Loretta Goggi                                    |
| 1989 | Fino all'ultimo respiro                       | Oscar Avogadro                                                   | Gianni Bella                                                     | Loretta Goggi                                    |
| 1989 | Il cuore delle donne                          | Oscar Avogadro e Roberto Ferri                                   | Mauro Paoluzzi                                                   | Dori Ghezzi                                      |
| 1989 | Atlantic bar                                  | Oscar Avogadro                                                   | Mauro Paoluzzi                                                   | Dori Ghezzi                                      |
| 1991 | Storie all'italiana                           | Oscar Avogadro                                                   | Mario Lavezzi                                                    | Loretta Goggi                                    |
| 1993 | Onda tra le onde                              | Oscar Avogadro                                                   | Mario Lavezzi                                                    | Viola Valentino                                  |
| 1993 | Il mondo degli angeli                         | Oscar Avogadro e Romina Power                                    | Maurizio Fabrizio                                                | Al Bano e Romina Power                           |
| 1993 | Il coccodrillo come fa?                       | Oscar Avogadro                                                   | Pino Massara                                                     | Carlo Andrea Masciadri e Gabriele Patriarca      |
| 1995 | Lupa                                          | Oscar Avogadro e Ornella Vanoni                                  | Roberto Pacco                                                    | Ornella Vanoni                                   |
| 1995 | Angeli e no                                   | Oscar Avogadro e Ornella Vanoni                                  | Bruno Marro                                                      | Ornella Vanoni                                   |
| 1995 | Il mio trenino                                | Oscar Avogadro                                                   | Mario Lavezzi                                                    | Ornella Vanoni                                   |
| 1995 | Rossetto e cioccolato                         | Oscar Avogadro e Ornella Vanoni                                  | Roberto Pacco                                                    | Ornella Vanoni                                   |
| 1998 | Per un sogno vincente                         | Oscar Avogadro                                                   | Mario Lavezzi                                                    | Patty Pravo                                      |
| 2007 | Bene così (perché non ti ho incontrato prima) | Oscar Avogadro e Ornella Vanoni                                  | Mario Lavezzi                                                    | Ornella Vanoni                                   |
| 2008 | Musica e parole                               | Loredana Bertè                                                   | Oscar Avogadro, Alberto Radius e Loredana Bertè                  | Loredana Bertè                                   |
| 2009 | Il mio amore unico                            | Oscar Avogadro, Emanuela Trane, Gian Piero Ameli e Saverio Lanza | Oscar Avogadro, Emanuela Trane, Gian Piero Ameli e Saverio Lanza | Dolcenera                                        |

## Discografia con i Protagonisti

### Singoli
- 1969 - Noi ci amiamo/Una bambina
- 1970 - Un'avventura in più/Sole senza luce
- 1970 - Questo ballo/Wigwam
- 1970 - Nos amamos/Una aventura mas
- 1971 - Andata e ritorno/Primavera primavera
- 1971 - 1.000.000 d'anni fa/Che cosa c'è

### EP
- 1970 - Noi ci amiamo/Una bambina/Un'avventura in più/Sole senza luce